# Bolesław Rutkowski (malarz)
Bolesław Rutkowski (ur. 1882 w Waleńczowie, zm. 1978 w Częstochowie) – polski malarz, kopista, portrecista.

## Młodość
Urodził się w Waleńczowie, jego ojciec rzemieślniczo parał się malarstwem. Wyjechał na studia do Warszawy, gdzie uczył się malować pod okiem Wojciecha Gersona, a później Adama Badowskiego. W 1899 roku wrócił do rodzinnego Waleńczowa, gdzie zatrudniał się w pracowniach malarzy religijnych próbując zarobić na studia za granicą, co mu się jednak nie udało. Po pewnym czasie związał się z mieszkającym na Jasnej Górze w Częstochowie malarzem Pantaleonem Szyndlerem, u którego się doskonalił.

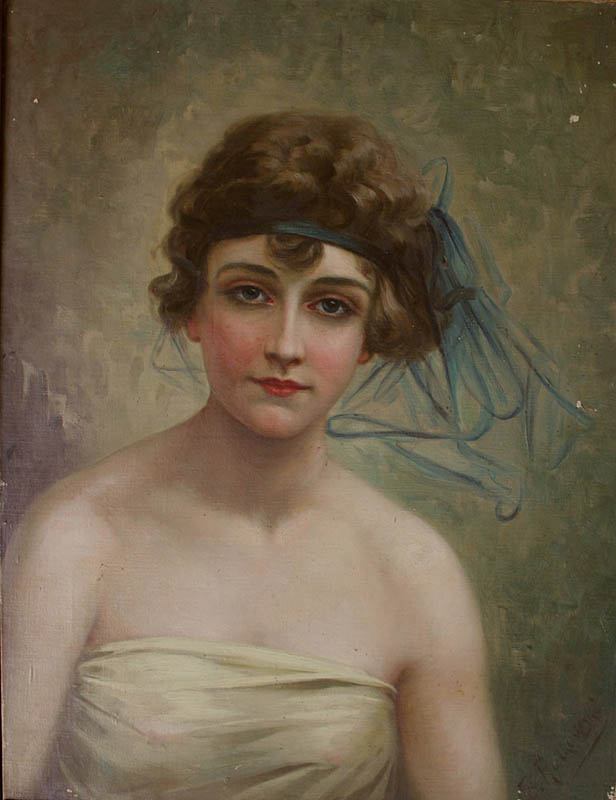
kobieta ze wstążką we włosach

## Twórczość
Bolesław Rutkowski malował głównie portrety i obrazy religijne – w szczególności wizerunki Matki Boskiej. Zajmował się też odnawianiem starych płócien. Swoje prace tworzył w tradycyjnym, dziewiętnastowiecznym stylu. Jego dorobek artystyczny niestety w większości przepadł.
Najbardziej znana kopia wizerunku jasnogórskiego namalowana przez niego nosi nazwę Matki Boskiej Płaczącej. Powstała w latach dwudziestych XX wieku na zlecenie biskupa diecezji lubelskiej Mariana Leona Fulmana. W 1927 roku obraz umieszczono między boczną kaplicą Najświętszego Sakramentu a prezbiterium lubelskiej katedry pod wezwaniem św. Jana Chrzciciela i św. Jana Ewangelisty. Od początku cieszył się kultem, który wzmógł się jeszcze bardziej po cudzie, jaki miał miejsce w roku 1949. 26 czerwca 1988 roku prymas Polski kardynał Józef Glemp, za zgodą papieża Jana Pawła II, dokonał koronacji Cudownego Obrazu. Inne namalowane przez niego kopie znajdują się między innymi w Sanktuarium  Matki Bożej w Doylestown jak też kościele Matki Bożej Częstochowskiej w Katowicach. Jego obrazy trafiły także do papieża Piusa XI, kardynała Adama Stefana Sapiehy, Teodora Kubiny biskupa częstochowskiego, Ignacego Mościckiego – prezydenta Rzeczypospolitej Polski w latach 1926-1939 oraz Ferdynanda Focha – marszałka Francji, Wielkiej Brytanii i Polski.